# Hosszúhajó

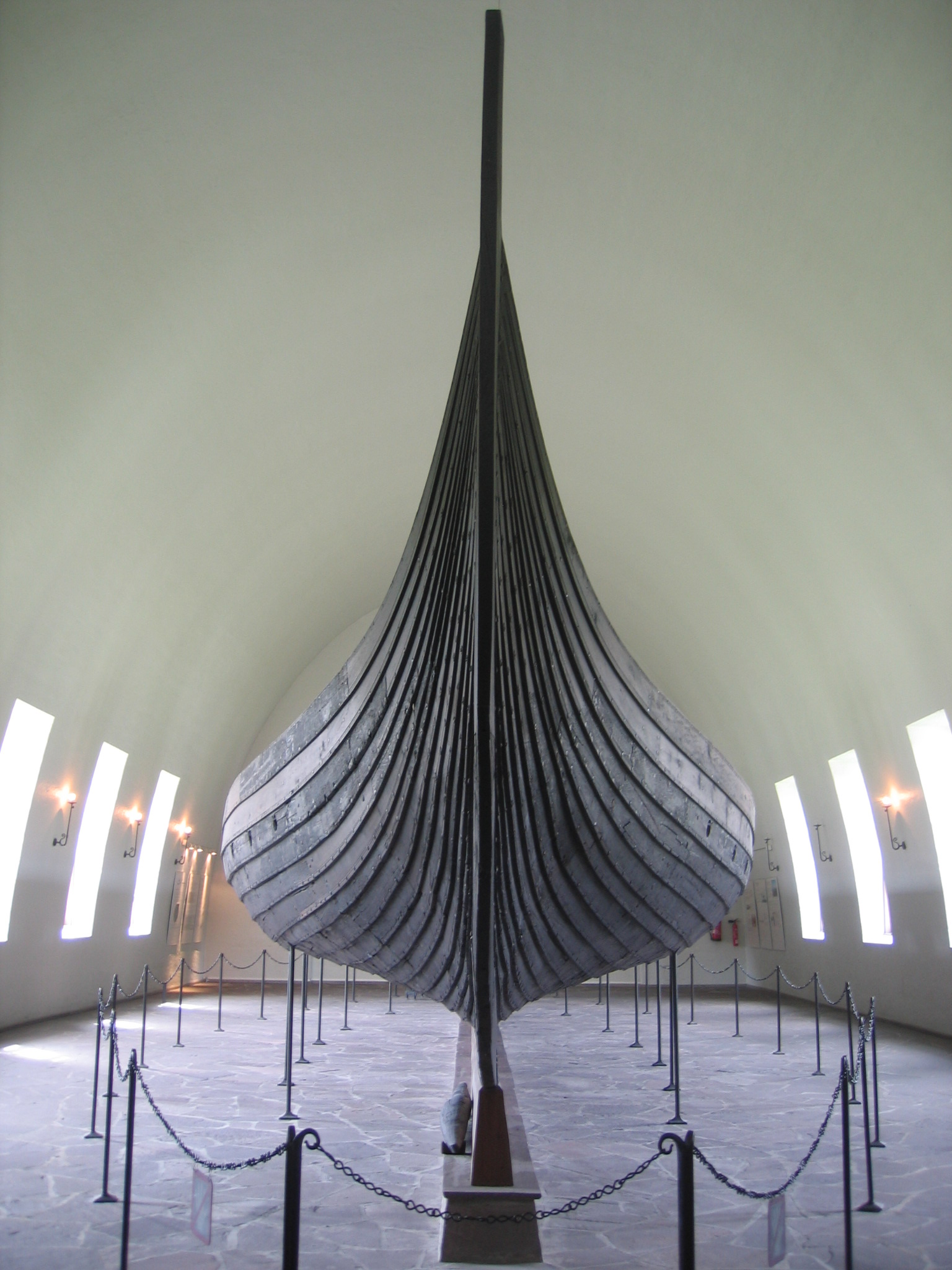
A Gokstad hajó, Viking hajó múzeum, Norvégia, Oslo.

A hosszúhajót a vikingek készítették és használták kereskedelmi és háborús célokra. Felépítése hosszú idő alatt alakult ki, kezdve a kőkorszaki umiak-kal, a 9. századi Nydam and Kvalsund hajókig bezárólag. Letisztult formájában a 9. század és a 13. század között használták. Formája és felépítése a skandináv hajóépítési hagyományokban a mai napig fellelhető.
Fából készült, szövet vitorlával, a hajótesten fafaragásokkal.
A hosszúhajót általában egy gyönyörű, hosszú, keskeny fahajóként jellemzik. Sekély merülésének köszönhetően az 1 méter mély vízben is jól mozog, könnyű vele megközelíteni a partot. Könnyű súlya lehetővé teszi a szárazföldi szállítását is. Eleje-hátulja egyforma volt, ezáltal megfordulás nélkül gyorsan irányt tudott váltani, mely különösen hasznos volt a jéghegyek és jégtáblák közötti navigáció során. Mindkét oldalán teljes hosszban evezőkkel szerelték fel. Késői típusait egy négyszögletes vitorlával is ellátták, mely a hosszú utakon jelentősen kímélte az evezősöket.
A hosszúhajók átlagsebessége típusonként változott, általában 10–20 km/h közé esett, maximális sebességük elérhette a 30 km/h sebességet is.
A hosszúhajók egyet jelentettek a viking tengeri hatalommal abban az időben, és birtoklásuk nagy vagyont jelentett. Gyakran part menti farmerek tulajdonában voltak, melyeket a fegyveres konfliktusok idején a király igénybe vett - létrehozva egy tekintélyes tengeri erőt. Bár a harcokban felhasználták, mégsem harci hajók voltak, hanem csapatszállítók. A 10. században időnként több hajót összekötöttek, hogy egy stabil felület jöjjön létre a gyalogsági harchoz.
A 9. században a viking hódítások csúcsán nagy flották hajóztak föl a gyengélkedő Frank Birodalom folyóin, például a Szajnán. Rouen városát 841-ben fosztották ki, Quentovic-t 842-ben, majd Hamburgot 845-ben 600 dán hajó támadta meg. Ugyanebben az évben 129 hajó még feljebb hajózott a Szajnán.
Az ellenségeik, mint például az angolok, gyakran sárkányhajónak nevezték ezeket, a sárkányt formázó orruk miatt. A skandinávok a korai középkor idején korukat meghaladó tengeri katonai struktúrát építettek ki.

## A hosszúhajók típusai
A hosszúhajókat számos szempont szerint osztályozzák: méretük, felépítésük, tekintélyük szerint. A leggyakrabb ezek közül az evezősök száma szerinti osztályokba sorolás.

### A karvi
A karvi volt a legkisebb hosszúhajó. A 10. századi törvények szerint legalább 13 evezőpadnak kell lenni a legkisebb harci hajón. A 6 és 16 evezőpad közötti méretű hajókat nevezték karvinak. Ezeket általános célú hajóknak tartották, főleg kereskedelemre és halászatra használták, alkalmanként harcokban is. Bár a legtöbb hosszúhajó hosszúság/szélesség aránya 7:1 volt, a karvi közelebb állt a 4,5:1 arányhoz.

### A snekkja

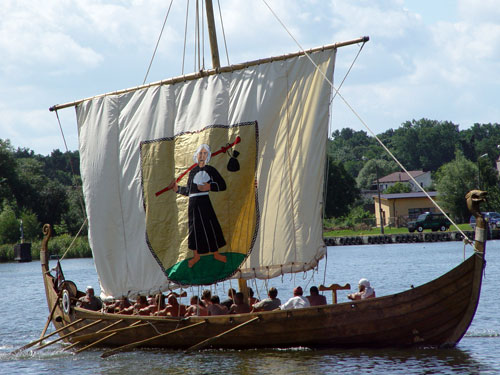
Viking snekkja teljes méretű másolata Lengyelországban

A harcokban a snekkja volt a legkisebb hosszúhajó, definíciója szerint legalább 20 evezőpaddal. Egy tipikus snekkja 17 méter hosszú és 2,5 méter széles volt, merülése pedig csupán 0,5 méter. Legénysége körülbelül 40 evezős + 1 kormányos volt.
A snekkja volt az egyik leggyakoribb hosszúhajó típus. A feljegyzések szerint Nagy Canute 1028-ban Norvégiában 1200, míg Hódító Vilmos Anglia 1066-os elfoglalásakor mintegy 600 ilyen hajóval rendelkezett.
A norvég snekkja mélyebb merülésű volt mint a dán modell, a mély fjordokhoz és az atlanti időjáráshoz tervezték, nem a sekély parti vizekhez. A snekkja olyan könnyű volt, hogy nem kellett kikötőkben tartani, egyszerűen a partra tették, esetenként kisebb földterületeken átemelték.
A snekkja fejlődése a viking idők után sem állt meg, mint a későbbi példák mutatják, egyre nagyobb és nehezebb lett. Norvégiában a mai napig használják, a neve most snekke.

### A skeid

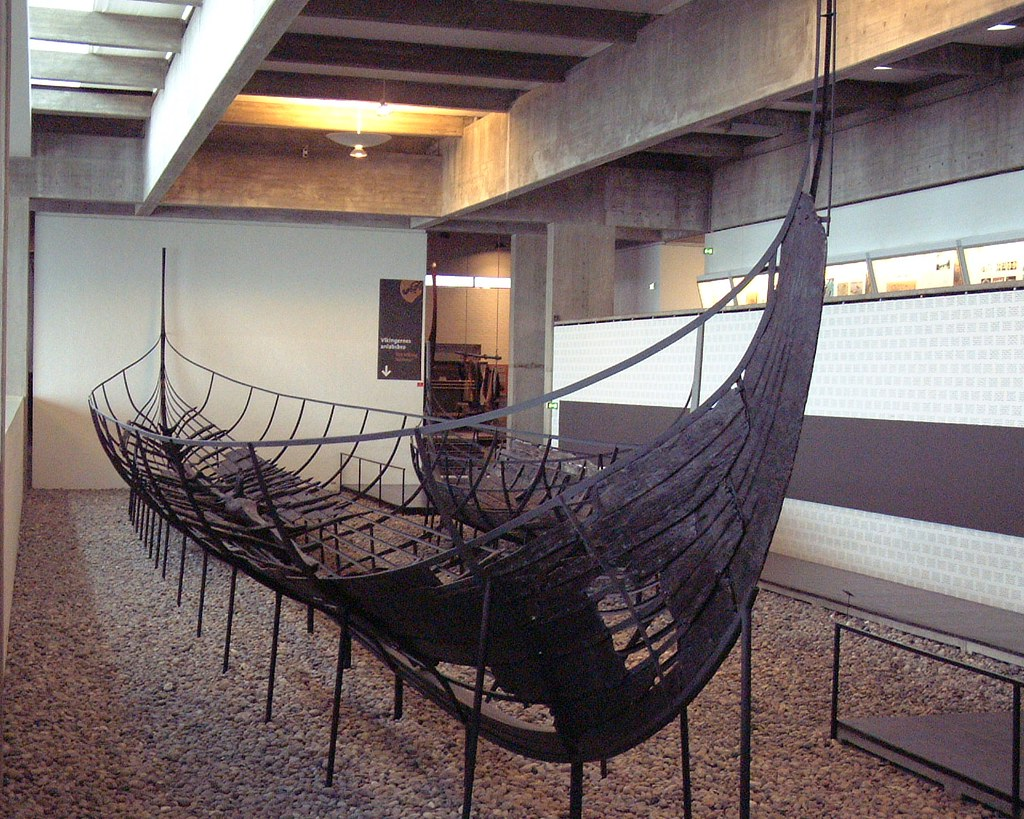
Az 1962-ben feltárt Skuldelev 2 egy tölgyfából készült hosszúhajó

A skeid jelentése: ami hasítja a vizet. Nagyobb harci hajó volt, legalább 30 evezőpaddal, a legnagyobb hosszúhajó, amit valaha találtak a kutatók. Roskilde város kikötőjének 1996–97-es évi bővítése során dán archeológusok több skeidet is találtak. 
Az 1962-ben feltárt Skuldelev 2 egy tölgyfából készült hosszúhajó volt, a feltételezések szerint 1042 körül épült Dublin környékén. Kb. 70–80 személyes lehetett, és majdnem 30 méter hosszú. 1996–97 között egy másik hajó maradványait tárták fel a kikötőben. Ez a hajó, a Roskilde 6 nincs teljesen feltárva, részletei egyelőre nem ismeretesek. Valószínűleg 36 méter volt a hossza, és a 11. század derekán épülhetett.

### A drekkar
A drekkart történelmi források elegáns, díszes hajóként említik, melyet rablásra, fosztogatásra használnak. A hajókon a faragások fenyegető szörnyetegeket (sárkányokat, kígyókat) ábrázolnak. Hitük szerint ezek megvédték a hajót és a legénységet az északi mitológiában szereplő tengeri szörnyektől. Ezek a faragások részben rituális célokra, részben az ellenség és a városlakók megrémítésére szolgáltak. Az ásatások során ez idáig egy drekkart sem találtak.

## Fordítás
Ez a szócikk részben vagy egészben  a   Longship című angol Wikipédia-szócikk ezen változatának fordításán alapul.  Az eredeti cikk szerkesztőit annak laptörténete sorolja fel. Ez a jelzés csupán a megfogalmazás eredetét és a szerzői jogokat jelzi, nem szolgál a cikkben szereplő információk forrásmegjelöléseként.